# Bustul dr. Ioan Cantacuzino din București
Bustul dr. Ioan Cantacuzino este opera sculptorului român Cornel Medrea (1888 - 1964).
Bustul, cioplit în marmură, este așezat pe un soclu de piatră pe care este scrisă inscripția:
| PROFESORUL IOAN CANTACUZINO 1863 - 1934 |

Ioan Cantacuzino (25 noiembrie 1863, București - 14 ianuarie 1934, București) a fost un academician, medic, microbiolog, profesor universitar român, fondator al școlii românesti de imunologie și patologie experimentală. El a creat noțiunea de imunitate prin contact și a contribuit la studiul tifosului exantematic, al scarlatinei, tuberculozei și holerei. A fost membru titular al Academiei Române din anul 1925, membru în Comitetul de Igienă al Ligii Națiunilor, al societăților de Biologie, de Patologie Exotică și al Academiei de Științe din Paris. Numeroase universități i-au acordat titlul de Doctor honoris causa: Lyon (1922), Bruxelles (1924), Montpellier (1930), Atena (1932) și Bordeaux (1934)..
Lucrarea este înscrisă în Lista monumentelor istorice 2010 - Municipiul București - la nr. crt. 2307, cod LMI B-III-m-B-19991.
Monumentul este amplasat în curtea Institutului Cantacuzino situat pe Splaiul Independenței nr. 103, sector 5.